# Omarosa Manigault
Omarosa Onée Manigault (Youngstown, Ohio; 5 de febrero de 1974), conocida habitualmente como Omarosa, es una consultora política estadounidense, conocida principalmente por haber participado en más de 20 reality shows, entre los que se destacan The Apprentice, en el que llegó a participar hasta tres veces, Fear Factor y Celebrity Big Brother.
TV Guide la incluyó en su lista de 2013 de los 60 villanos de TV más desagradables de todos los tiempos.

## Biografía
Manigault nació en Youngstown, Ohio, hija de Theresa Marie (de soltera Walker) y Jack Thomas Manigault Sr., de Nigeria. El padre de Manigault fue asesinado cuando ella tenía siete años y además tenía un hermano mayor, Jack Thomas Manigault Jr., quien fue asesinado en 2011 y una hermana mayor, Gladys Louise Manigault, quien murió en febrero de 2016. Asistió a la Rayen High School y sus estudios universitarios los realizó en la Central State University en donde obtuvo, en 1996, una licenciatura en periodismo televisivo. Más tarde se trasladó a Washington, D. C., para hacer un posgrado en la Universidad de Howard, donde obtuvo una maestría y trabajó para obtener un doctorado en comunicación, pero no lo terminó. 
Se casó con Aaron Stallworth en 2002, pero luego se divorciaron en 2006.
El 13 de agosto de 2010, Manigault confirmó que estaba saliendo con el actor Michael Clarke Duncan, a quien había conocido en la sección de productos agrícolas de un supermercado de la cadena Whole Foods. En julio de 2012, encontró a Duncan en paro cardíaco y le realizó maniobras de primeros auxilios. Aunque Manigault fue capaz de resucitarlo, nunca se recuperó completamente del ataque cardíaco y murió el 3 de septiembre de 2012, después de dos meses en el hospital.
Manigault se casó con John Allen Newman el 8 de abril de 2017, en el hotel Trump de Washington, D. C., en el salón de baile presidencial del Old Post Office Pavilion. Manigault tomó su fiesta nupcial para hacer una sesión de fotos en la Casa Blanca, pero no pudo publicar sus fotos debido a su preocupación por la ética y la seguridad.

## Carrera
En la década de 1990, Manigault trabajó en la oficina del vicepresidente Al Gore durante la administración Clinton. Manigault declaró más tarde que el trabajo había sido "un entorno muy difícil, porque no creen en el entrenamiento. Simplemente te arrojan al fuego". Más tarde fue transferida al Departamento de Comercio a través de la oficina de personal de la Casa Blanca. 
Manigault es conocida por participar en más de 20 reality shows, teniendo una larga carrera en ellos, pero nunca ha ganado uno. Su primera participación fue en la primera temporada de The Apprentice, para luego volver en sus séptima temporada, El Aprendiz: Celebridades, donde 14 celebridades competían por donar dinero a una fundación de caridad. Manigault competía por Positive Vibrations Youth Mentoring Program, para la que finalmente no logró recaudar nada de dinero, siendo la novena despedida del reality, registrando el mayor número de tareas perdidas.
Es reconocida por tener una mala relación con el editor Piers Morgan, insultándose cada vez que se encuentran. Estos problemas se originaron la vez que participó en El Aprendiz: Celebridades. 
También tuvo una considerable participación en The Surreal Life junto a José Canseco y Janice Dickinson y es constantemente invitada a varios talk shows, entre los que destacan The Oprah Winfrey Show y The Wendy Williams Show.
Durante la Convención Nacional Republicana en julio de 2016, Manigault anunció que había sido nombrada Directora de Alcance Afroamericano para la campaña presidencial de Donald Trump. En diciembre de 2016, Manigault fue anunciada como una de los nueve miembros del equipo de transición del presidente electo Donald Trump. En diciembre de 2016, Manigault acompañó a los ex estrellas de la NFL Ray Lewis y Jim Brown para reunirse con el presidente electo Trump en Trump Tower.
El 3 de enero de 2017, se informó que Manigault se uniría al personal de Trump en la Casa Blanca, centrándose en el compromiso público. Su título específico se hizo público al día siguiente como Asistente del Presidente y Director de Comunicaciones de la Oficina de Enlace Público. En su primera entrevista después de haber sido nombrada en la Trump White House, le dijo a Megyn Kelly que ella era una Trumplicana y que había cambiado su afiliación política al Partido Republicano. Ella espera que más afroamericanos sigan su ejemplo y hagan lo mismo, dado que ella cree que los demócratas toman por descontado a los votantes afroamericanos y les hace promesas vacías.
En agosto de 2017, Manigault participó en un panel sobre la pérdida de seres queridos a causa de la violencia en la convención de la Asociación Nacional de Periodistas Negros en Nueva Orleans. Ella se metió en una pelea a gritos con el moderador y compañero panelista Ed Gordon porque sus preguntas se centraron en las políticas de Trump y no en su historia personal con la pérdida de familiares a la violencia. 
El 13 de diciembre de 2017, la Casa Blanca anunció la renuncia de Manigault-Newman a partir del 20 de enero de 2018. Sin embargo, el corresponsal de la Casa Blanca de la CNN, April Ryan, informó que el Jefe de Gabinete de la Casa Blanca, John F. Kelly, despidió a Manigault-Newman, pero Manigault declaró que ella había renunciado. 
En febrero de 2018, Manigault criticó públicamente a la administración Trump y declaró que no volvería a votar por Trump. A finales de ese mismo año publicó el libro "Unhingued" (Desquiciado)" en el que cuestiona el estado mental de Donald Trump y lo retrata como incapaz de controlar sus impulsos.
Manigault apareció en la primera temporada de Celebrity Big Brother (USA), un spin-off de la serie Big Brother. Esta temporada comenzó a transmitirse el 7 de febrero de 2018. A lo largo del concurso, ha expresado sus objeciones a trabajar con Donald Trump y su administración, así como a exponer verdades sobre su experiencia. 
Después de 26 días, Omarosa fue expulsada en instancias finales consiguiendo así un quinto puesto.

## Televisión
| Año  | Programa                           | Notas                    |
| ---- | ---------------------------------- | ------------------------ |
| 2004 | The Apprentice                     | 8º Puesto                |
| 2004 | Girls Behaving Badly               | Temporada 4, Episodio 15 |
| 2005 | Fear Factor                        | 4º Puesto                |
| 2005 | The Surreal Life                   | Temporada 5              |
| 2006 | Flavor of love                     | Temporada 2              |
| 2008 | Celebrity Apprentice               | 6º Puesto                |
| 2008 | The Wendy Williams Show            | Invitada                 |
| 2009 | The Great Debate                   | Comentarista             |
| 2010 | The Ultimate Merger                | Presentadora             |
| 2012 | The Eric Andre Show                | Invitada                 |
| 2013 | All-Star Celebrity Apprentice      | 10º Puesto               |
| 2013 | The Oprah Winfrey Show             | Invitada                 |
| 2013 | The Wendy Williams Show            | Invitada                 |
| 2017 | Say Yes to the Dress               | Temporada 15, Episodio 5 |
| 2018 | Celebrity Big Brother              | 5º Puesto                |
| 2018 | The Talk                           | Invitada                 |
| 2018 | The Late Show with Stephen Colbert | Invitada                 |

## Libros
- The Bitch Switch: Knowing How to Turn It On and Off, 2008
- Art My Way: Momarosa's Guide to Living a Vibrant Energetic Life, 2010
- Unhinged: An Insider's Account of the Trump White House, 2018